# 井出醸造店
井出醸造店（いでじょうぞうてん）は、江戸時代、1700年頃に設立された山梨県の日本酒酒蔵の一つで、富士五湖周辺唯一の日本酒酒蔵。
1985年より主力製品「甲斐の開運」ブランドを製造、販売。富士山の伏流水を使用した日本酒で比較的清廉水感の強い日本酒が多い。

## ラインナップ
井出醸造店の主な製品は
- 天下山麓富士の山
- 富士山天空絵巻
- 富士山麓の御神酒

など、観光、お土産向けの日本酒が多い。